# Almeida
Almeida – villa w Portugalii, leżąca w dystrykcie Guarda, w regionie Centrum w podregionie Beira Interior Norte. Wg spisu powszechnego z 2011 liczyła 7242 mieszkańców.
Nazwa miejscowości wywodzi się z arabskiego al-Ma’ida, co oznacza „stół”. Odnosi się to do płaskiego ukształtowania terenu otaczającego miejscowość.
Almeida przynależy do sieci 13 historycznych miejscowości portugalskich Aldejas Historicas de Portugal, promującej turystykę i ich dziedzictwo historyczne. Po wypędzeniu Żydów z Hiszpanii w 1492 w miejscowości powstała dzielnica żydowska.

## Forteca

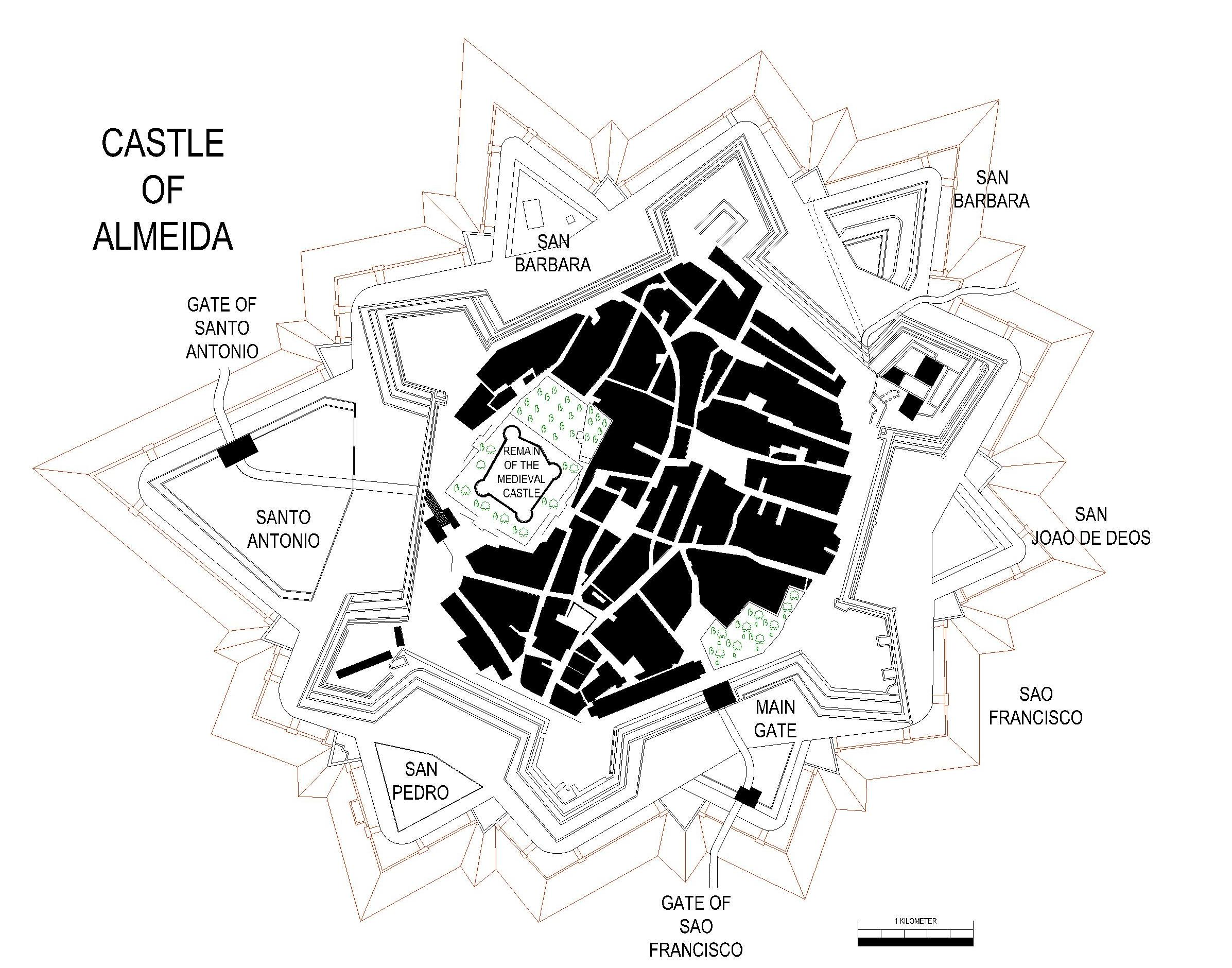
Plan fortecy

Miejscowość, położona na prawym brzegu rzeki Côa, ma charakter fortecy – zajmuje wnętrze dawnego XVII-wiecznego fortu gwiaździstego (6 bastionów; oparty na projektach Sébastiena Le Prestre de Vauban) – Praça-forte de Almeida, zbudowanego na miejscu zamku obronnego z XIII wieku.
Zamek, z uwagi na przygraniczne położenie między Portugalią a Kastylią, wielokrotnie przechodził z rąk do rąk. W granicach Portugalii ostatecznie znajduje się od 1296, kiedy to miejscowość przeniesiono na obecne miejsce. Fortyfikacje rozbudowano za króla Manuela I. Forteca powstawała od 1640.
W czasie wojny siedmioletniej Almeida została zdobyta przez wojska hiszpańskie 26 sierpnia 1762, powstrzymane dopiero przez korpus wojsk brytyjskich. Wróciła do Portugalii w 1763 na mocy Pokoju paryskiego.
W 1810 forteca była oblegana przez wojska francuskie (wojna na Półwyspie Iberyjskim). Dwumiesięczna obrona (od 24 lipca do 28 sierpnia) załamała się po przypadkowym trafieniu w magazyn amunicji i udanym szturmie. Forteca była również objęta działaniami w czasie wojny domowej 1832–1834.
Od 2009 w fortecy działa muzeum historyczno-wojskowe. Zachowało się 2500 m murów obronnych, fosa (62 m długości, 12 m głębokości), kazamaty, areszt, barokowy ratusz, dwa kościoły.

## Podział administracyjny
Freguesias gminy Almeida (ludność wg stanu na 2011 r.):
| - Ade (73 osoby) - Aldeia Nova (33) - Almeida (1314) - Amoreira (178) - Azinhal (63) - Cabreira (77) - Castelo Bom (216) - Castelo Mendo (87) - Freineda (238) - Freixo (182) - Junça (124) - Leomil (104) - Malhada Sorda (334) - Malpartida (172) - Mesquitela (45) | - Mido (46) - Miuzela (368) - Monte Perobolço (61) - Nave de Haver (358) - Naves (68) - Parada (114) - Peva (168) - Porto de Ovelha (47) - São Pedro de Rio Seco (181) - Senouras (38) - Vale da Mula (182) - Vale de Coelha (43) - Vale Verde (95) - Vilar Formoso (2219) |